# Hållsjön (Lungsunds socken, Värmland)
Hållsjön är en sjö i Storfors kommun i Värmland och ingår i Göta älvs huvudavrinningsområde. Sjön är 12 meter djup, har en yta på 1,35 kvadratkilometer och är belägen 115,2 meter över havet. Sjön avvattnas av vattendraget Lundsbergsälven.

## Delavrinningsområde
Hållsjön ingår i det delavrinningsområde (660028-140696) som SMHI kallar för Utloppet av Hållsjön. Medelhöjden är 139 meter över havet och ytan är 6,49 kvadratkilometer. Räknas de 9 avrinningsområdena uppströms in blir den ackumulerade arean 53,7 kvadratkilometer. Lundsbergsälven som avvattnar avrinningsområdet har biflödesordning 4, vilket innebär att vattnet flödar genom totalt 4 vattendrag innan det når havet efter 326 kilometer. Avrinningsområdet består mestadels av skog (58 procent). Avrinningsområdet har 1,34 kvadratkilometer vattenytor vilket ger det en sjöprocent på 20,6 procent.